# Patrióta (YouTube-csatorna)
Patrióta egy közéleti-politikai csatorna a YouTube felületén, amit a Megafon Központ támogatásával jött létre 2021 májusában, de aktívan csak 2023 óta vannak jelen. A YouTube csatorna havi nézettsége 2024 júniusára elérte a havi 2,3 milliót.

## Története
A Megafon Központ a Patriótát 2021 májusában indította.
Első élő egyenes adásukat a 2024. novemberi amerikai elnökválasztással kapcsolatosan indították.

## A Patrióta főbb műsorai
| Név             | Műsorvezető                | Megkezdése       | Befejezése | Megjegyzések |
| --------------- | -------------------------- | ---------------- | ---------- | ------------ |
| Apáti reagál!   | Apáti Bence                | 2023. március    |            | [ 5 ]        |
| A specialista   | Vukics Ferenc              | 2023. november   |            | [ 6 ]        |
| Trombi Roast!   | Trombitás Kristóf          | 2024. április    |            | [ 7 ]        |
| Vox Populi      | Filep Dávid                | 2024. május      |            | [ 8 ]        |
| A szakértő      | Tóth Máté                  | 2024. július     |            | [ 9 ]        |
| Trending        | Sebestyén Janka            | 2024. szeptember |            | [ 10 ]       |
| Patrióta Extra  | Gerhardt Máté              | 2024. november   |            | [ 4 ]        |
| Patrióta Riport | Déri Stefi és Bohár Dániel | 2023. május      |            |              |

### Apáti reagál!
Műsorvezető: Apáti Bence
Témák: Politikai és közéleti események kommentálása, közvélemény-kutatások kritikája.
Stílus: Humorral átszőtt, ironikus hangvétel, amely gyakran pellengérre állítja a liberális médiát.

### A specialista
Műsorvezető: Vukics Ferenc alezredes
Témák: Geopolitikai, katonapolitikai és külpolitikai elemzések, például az orosz-ukrán konfliktus.
Stílus: Részletes, szakértői nézőpont.
Indulás: 2023 november.

### Trombi Roast!
Műsorvezető: Trombitás Kristóf
Témák: Közéleti személyiségek és jelenségek szatirikus kritikája.
Stílus: Humor, szarkazmus.
Indulás: 2024 április.

### Vox Populi
Műsorvezető: Filep Dávid
Témák: Az utca emberének véleménye különböző társadalmi kérdésekről.
Stílus: Riportjellegű, interaktív.
Indulás: 2024 május.

### Patrióta Extra
Műsorvezető: Gerhardt Máté
Témák: Politikai elemzések, választások és nemzetközi események. Kiemelkedő tartalom: amerikai elnökválasztás élő elemzése 2024 novemberében.
Stílus: Mélyreható elemzések szakértői interjúkkal.

### A szakértő
Műsorvezető: Tóth Máté
Témák: Energetikai és klímaváltozással kapcsolatos kérdések, valamint az ezzel kapcsolatos félrevezetések bemutatása.
Indulás: 2024.

### Stefi interjúk
Műsorvezető: Déri Stefi
Témák: Interjúk politikai és közéleti személyiségekkel.
Stílus: Beszélgetős, elemző.

### Trending
Műsorvezető: Sebestyén Janka
Témák: Kulturális és filmes témák, például Azahriah-filmek, Z generáció kulturális tendenciái.
Stílus: Kritikus, mélyreható.